# Nguyễn Cảnh Huy
Nguyễn Cảnh Huy (1473-1536) người làng Ngọc Sơn, huyện Thanh Chương tỉnh Nghệ An, là tướng nhà Lê trung hưng, tước Hoàng Hưu tử, Bình Dương hầu. Về sau được gia phong Phúc Khánh Quận công.

## Xuất thân
Nguyễn Cảnh Chân (1355-1409) ông là Thủy tổ  dòng họ Nguyễn Cảnh tại Nghệ An: Ông là Danh tướng thời hậu Trần có nguồn gốc từ Đông Triều - Quảng Ninh, dưới triều vua Trần Phế Đế (1398) ông được phái cử làm An phủ sứ Hoá Châu và làm An phủ sứ Lộ Thăng Hoa (1402) dưới triều nhà Hồ. Ông sinh Nguyễn Cảnh Dị (1377) và Nguyễn Cảnh Lữ (1380) đời thứ 2. Năm 1406 nhà Minh xâm lược  và đô hộ Đại Ngu do bối cảnh loạn lạc gia đình ông theo cha vào định cư tại Nghệ An. Cảnh Lữ sinh Cảnh Luật (đời thứ 3), Cảnh Luật sinh Cảnh Cảnh (đời thứ 4), Cảnh Cảnh lấy vợ người họ Nguyễn ở làng Trung Lâm sinh được bảy trai, hai gái. Cảnh Huy là con thứ năm (đời thứ 5).

## Giúp nhà Lê trung hưng
Tháng 6 năm 1527, Mạc Đăng Dung giết chết vua Lê Cung Hoàng và cướp ngôi lập ra vương triều Mạc. Cựu thần nhà Lê là An Thành hầu Nguyễn Kim không chịu thần phục nhà Mạc chạy lên Sầm Châu chiêu nạp hào kiệt và đưa Lê Ninh lên ngôi vua, là Lê Trang Tông (1533-1548) mở đầu cho thời kì Trung Hưng nhà Lê.
Thời kì này vùng Thanh - Nghệ trộm cướp và giặc giã nổi lên như ong. Cảnh Huy cùng năm con trai là Nguyễn Cảnh Noãn, Nguyễn Cảnh Hoan, Nguyễn Cảnh Hân, Nguyễn Cảnh Vạn, Nguyễn Cảnh Chiêu lập đồn trại, chiêu mộ quân sĩ và khởi binh tại thôn Chiêu Quả ở huyện Nam Đường, tiễu trừ các đám sơn tặc, thu phục và tiêu diệt dần các thế lực đối địch ở địa phương, cả vùng Nam Đường từ đó mới được yên tĩnh, nhân dân được yên ổn cày cấy làm ăn.
Năm 1536, cha con ông mang quân sĩ đến Sầm Châu theo Lê Trang Tông và được trọng dụng. Nguyễn Cảnh Huy được phong làm Bình Dương hầu, Cảnh Hoan tước Dương Đường hầu dưới quyền điều khiển của Nguyễn Kim.
Thời gian cuối đời ông trở về quê nhà cày cấy, làm thuốc chữa bệnh cứu người và an hưởng tuổi già. Các con ông tiếp tục sự nghiệp Trung Hưng nhà Lê. Năm ông mất không rõ, chỉ biết ông thọ 64 tuổi mộ táng tại xã Ngọc Sơn, huyện Thanh Chương, tỉnh Nghệ An.
Năm 1549 nhân khi lên ngôi Trung Tông Vũ Hoàng đế truy phong cho các cựu công thần, Nguyễn Cảnh Huy được gia phong là Dương Vũ dực vận tán trị công thần, hành hạ Nghệ An đạo Đô tổng binh sứ, tước Phúc Khánh quận công.
Đền thờ ông được xây dựng quy mô không rõ năm nào tại Tường Phong giáp, Đại Đồng xã, Nam Đường huyện, Nghệ An xứ nay là xã Thanh Hưng, huyện Thanh Chương, tỉnh Nghệ An.Trải qua mưa nắng thời gian và các cuộc chiến tranh, nhà thờ đã xuống cấp nên được trùng tu nhiều lần nhưng các lần trước năm 1832 không thấy ghi chép lại. Theo bút tích còn để lại trong thượng điện, năm 1832 (thời vua Tự Đức) nhà thờ được trùng tu từ đầu xuân đến cuối hạ mới xong.
Năm 1942 nhà thờ được xây dựng thêm cổng tam quan và tường bao xung quanh cũng như bổ sung, mua sắm thêm các linh vật, linh quan bên tả, bên hữu.
Tháng 3 năm 1974, thực hiện chủ trương của địa phương (di dân lên vùng đồi để mở rộng diện tích canh tác) nhà thờ được chuyển đến địa điểm hiện nay là thôn Lộc Sơn, xã Thanh Hưng, huyện Thanh Chương, tỉnh Nghệ An. Khi đó chỉ chuyển được Thượng điện và Trung điện còn cổng tam quan và các hạng mục khác không chuyển được.
Tháng 11/2013 phần mộ và đền thờ ông được công nhận là di tích lịch sử văn hóa cấp quốc gia.

## Hậu Duệ
Ông có năm con trai, đều là những vị tướng giỏi trong triều đình Hậu Lê.
- Nguyễn Cảnh Noãn: Phấn Võ hầu
- Nguyễn Cảnh Hoan: Thái phó Tấn quốc công
- Nguyễn Cảnh Hân: Trung quận công
- Nguyễn Cảnh Vạn: Cường quận công
- Nguyễn Cảnh Chiêu: Lập quận công

Con cháu ông nhiều đời nối nghiệp làm tướng trong triều đình Hậu Lê như: Nguyễn Cảnh Kiên Thái bảo Tả Tư không Thư quận công, Nguyễn Cảnh Hà Thiếu phó Đô úy Tả Tư mã Thắng quận công.